# Peñalsordo
Peñalsordo ist eine Gemeinde (municipio) mit nur noch 824 Einwohnern (Stand: 2024) im Südosten der spanischen Provinz Badajoz in der Autonomen Gemeinschaft Extremadura.

## Lage
Peñalsordo liegt ca. 120 Kilometer ostsüdöstlich von Mérida in einer Höhe von ca. 420 m. Im Norden des Gemeindegebiets befindet sich der als Embalse de Serena aufgestaute Río Zújar. Das Klima im Winter ist gemäßigt, im Sommer dagegen warm bis heiß; die eher geringen Niederschlagsmengen (ca. 487 mm/Jahr) fallen – mit Ausnahme der nahezu regenlosen Sommermonate – verteilt übers ganze Jahr.

## Bevölkerungsentwicklung
| Jahr      | 1970 | 1981 | 1991 | 2001 | 2011 | 2021 |
| Einwohner | 3017 | 2151 | 1853 | 1451 | 1128 | 870  |

Der deutliche Bevölkerungsrückgang seit den 1950er Jahren ist im Wesentlichen auf die Mechanisierung der Landwirtschaft, die Aufgabe bäuerlicher Kleinbetriebe und den damit einhergehenden Verlust an Arbeitsplätzen zurückzuführen (Landflucht).

## Wirtschaft
Während das Umland über Jahrhunderte in hohem Maße landwirtschaftlich geprägt war und immer noch ist, ließen sich im Ort selbst auch Kleinhändler, Handwerker und Dienstleister aller Art nieder.

## Sehenswürdigkeiten
- alte Brigittenkirche
- Christuskapelle
- Rathaus

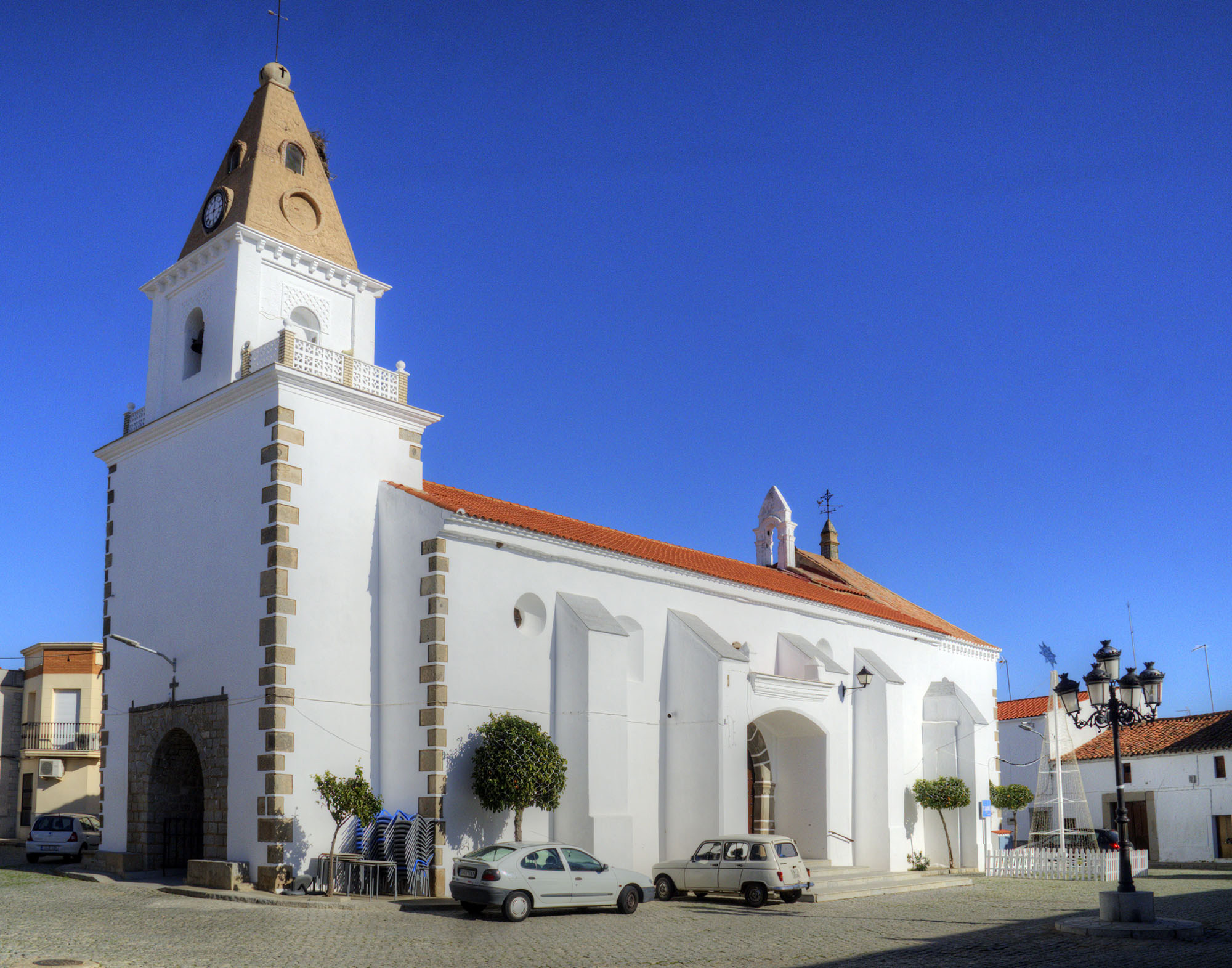
Marienkirche
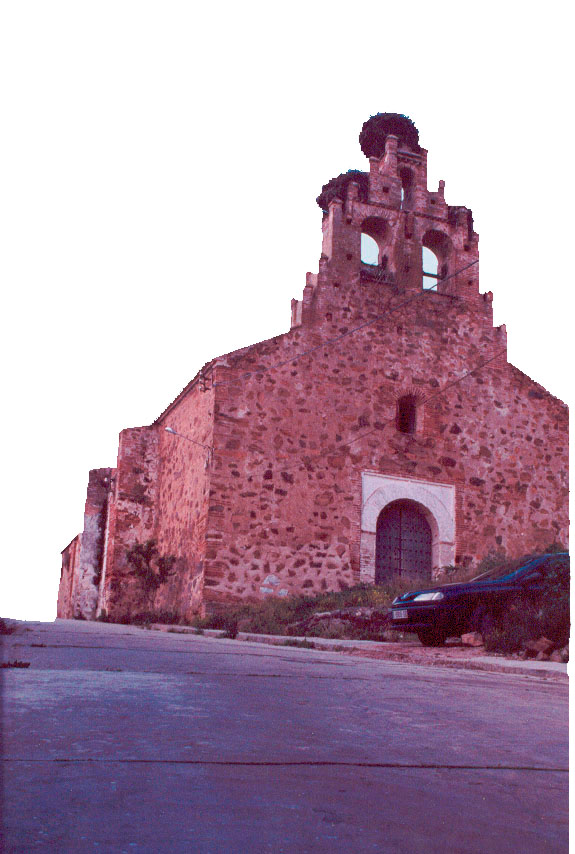
Alte Brigittenkirche
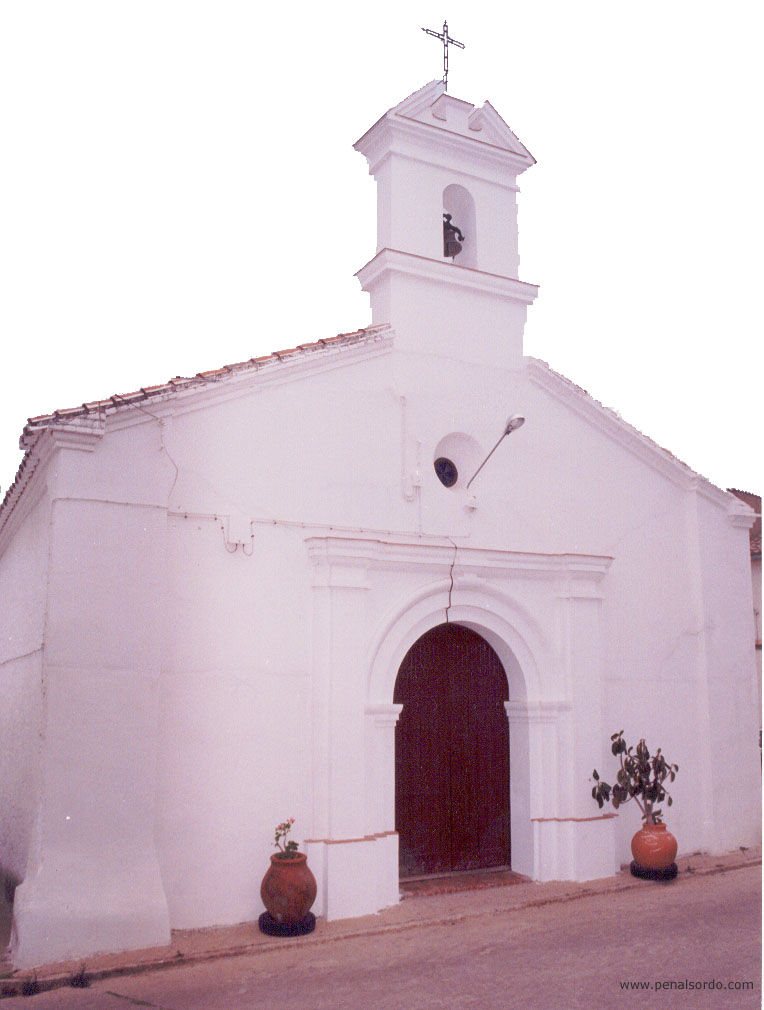
Christuskirche
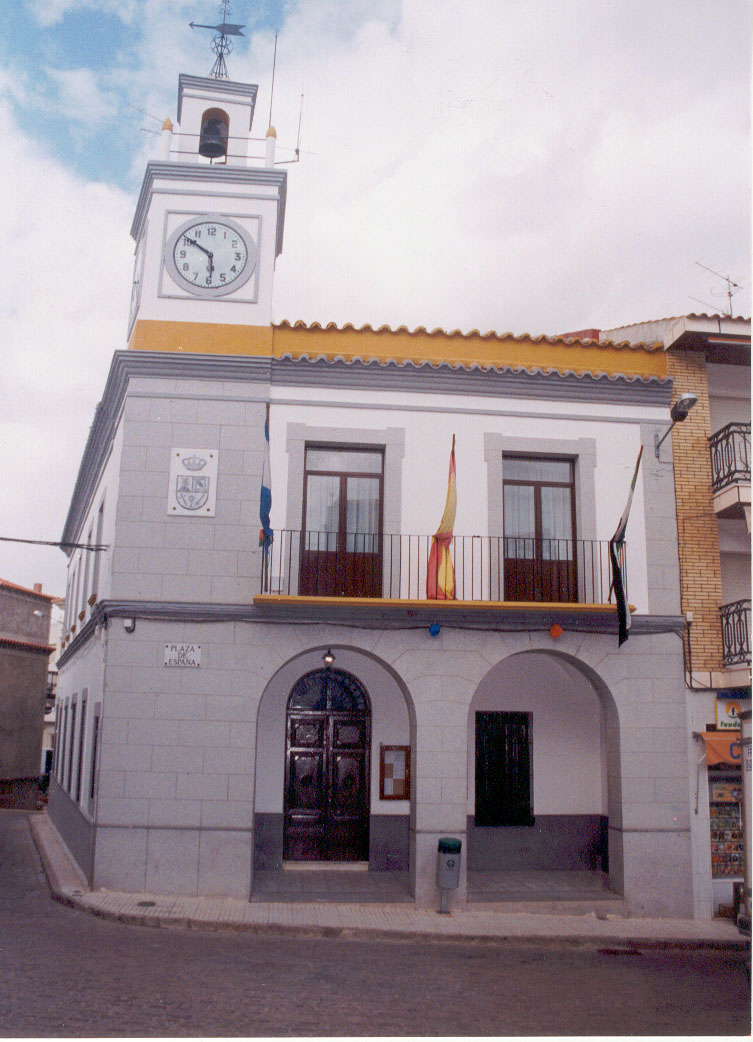
Rathaus